# Gro Hammerseng-Edin
Gro Hammerseng-Edin (* 10. April 1980 in Gjøvik; geborene Gro Hammerseng) ist eine ehemalige norwegische Handballspielerin. Sie spielte im Rückraum, wobei sie vorwiegend auf der Position Rückraum Mitte eingesetzt wurde. Sie wurde zur Welthandballerin des Jahres 2007 gewählt.

## Karriere

### Im Verein
Hammerseng-Edin begann im Alter von zehn Jahren das Handballspielen in Gjøvik. Anfangs spielte sie bei Gjøvik HK, Raufoss IL und Vardal IF. Ab der Saison 1997/98 war sie mit Gjøvik og Vardal HK in der höchsten norwegischen Spielklasse aktiv. In der Saison 2002/03 erzielte die Rückraumspielerin 139 Tore in 24 Partien, womit sie den siebten Platz in der Torschützenliste belegte.
Im Jahre 2003 unterschrieb Hammerseng-Edin einen Vertrag beim dänischen Erstligisten Ikast-Bording Elite Håndbold (seit Ende 2008 FC Midtjylland Håndbold). Mit Ikast wurde sie in der ersten Spielzeit Vizepokalsieger und belegte den dritten Platz in der dänischen Liga. Darüber hinaus gewann Ikast in derselben Saison den Europapokal der Pokalsieger. Im zweiten Finalspiel gegen Hypo Niederösterreich trug sie mit acht Toren entscheidend zum Erfolg ihrer Mannschaft bei. 2005 wurde sie zur besten Spielmacherin der dänischen Liga gewählt. 2008 erreichte sie mit Ikast das Finale um die dänische Meisterschaft, scheiterte dort jedoch an Viborg HK.
Im Sommer 2010 wechselte Hammerseng-Edin zum norwegischen Verein Larvik HK. Nachdem Hammerseng-Edin in ihrer ersten Spielzeit mit Larvik die Meisterschaft gewann, pausierte sie schwangerschaftsbedingt die darauffolgende Saison. Erst in der Saison 2012/13 kehrte sie wieder in den Kader von Larvik zurück. Sie gewann 2013 erneut die Meisterschaft und stand zusätzlich im Finale der Champions League. Nach der Saison 2016/17 beendete sie ihre Karriere.

### In der Nationalmannschaft
Gro Hammerseng-Edin lief insgesamt fünfzehnmal für die norwegischen Jugend-Auswahl und elfmal für die Junioren-Auswahl auf. Bei der Junioren-Europameisterschaft 1997 belegte sie mit Norwegen den zweiten Platz.
Hammerseng-Edin gab am 29. November 2000 ihr Debüt in der norwegischen Nationalmannschaft. Noch im selben Jahr belegte sie mit Norwegen den sechsten Platz bei der Europameisterschaft in Rumänien. Bei den beiden darauffolgenden Turnieren, die Weltmeisterschaft 2001 und die Europameisterschaft, gewann sie jeweils den Vizetitel. Vor der Weltmeisterschaft 2003, bei der Norwegen den sechsten Platz belegte, übernahm sie das Amt der Mannschaftskapitänin.
Bei der Europameisterschaft 2004 gewann die Norwegerin ihren ersten Titel mit der Nationalmannschaft. Zusätzlich wurde sie zum MVP dieser EM gekürt. Ein Jahr später konnte Hammerseng aufgrund einer Kreuzbandverletzung nicht an der Weltmeisterschaft teilnehmen. Nach ihrer Verletzung kehrte sie im August 2006 in die Nationalmannschaft zurück. Nur wenige Monate später gelang ihr bei der Europameisterschaft 2006 den EM-Titel und den MVP-Titel zu verteidigen.
Hammerseng-Edin zog bei der Weltmeisterschaft 2007 mit der norwegischen Auswahl in das Finale ein, unterlag dort jedoch gegen Russland. Hammerseng-Edin nahm im Jahr 2008 an den Olympischen Spielen in Peking teil. Im Finale traf Norwegen erneut auf Russland, jedoch gewannen diesmal die Skandinavierinnen die Goldmedaille. Das nächste große Turnier, an dem Hammerseng-Edin teilnahm, war die Europameisterschaft 2010, das die Nordeuropäerinnen wiederum gewinnen konnten. Nach diesem Turnier bestritt Hammerseng-Edin kein einziges Länderspiel mehr. Im März 2013 beendete sie offiziell ihre Länderspielkarriere.

### Trainertätigkeit
Hammerseng-Edin trainierte ab dem 1. Juni 2021 gemeinsam mit Ane Mällberg die weibliche Jugendnationalmannschaft des Jahrgangs 2006. Im Jahr 2023 beendete sie diese Tätigkeit.

### Erfolge
- Vize-Weltmeisterin 2001 und 2007
- Europameisterin 2004, 2006 und 2010
- Vize-Europameisterin 2002
- Vize-Europameisterin (Junioren) 1997
- Seriemester 2011, 2013, 2014, 2015, 2016, 2017 mit Larvik HK
- Sluttspillvinner 2011, 2013, 2014, 2015, 2016, 2017 mit Larvik HK
- EHF Champions League 2011 mit Larvik HK
- dänische Vize-Meisterin 2008 mit Ikast-Bording Elite Håndbold
- dänische Vize-Pokalsiegerin 2004 mit Ikast-Bording Elite Håndbold
- Europapokal der Pokalsieger 2004 mit Ikast-Bording Elite Håndbold
- Olympiasiegerin 2008

### Auszeichnungen
- Welthandballerin: 2007
- Årets forbilde: 2007[22]
- Årets lagspiller: 2007[23], 2011[24]
- Bedste playmaker der dänischen Liga: 2005
- MVP: 2004 (EM), 2006 (EM)[14]
- Beste Spielmacherin: 2006 (EM)[25], 2007 (WM)[14], 2010 (EM)[26]

## Privates
Gro hat zwei Brüder, Lars und Morten. Lars spielt beim Lillehammer Eishockeyclub und Morten ist Sänger der Band Babylotion. Außerdem hat sie noch eine jüngere Schwester. Gro lebte bis 2010 offen mit ihrer norwegischen Mannschaftskameradin Katja Nyberg in einer Beziehung. Seit Oktober 2010 ist Anja Hammerseng-Edin ihre neue Lebensgefährtin. Im August 2011 wurde ihre Schwangerschaft bekanntgegeben. Im Februar 2012 brachte sie einen Sohn zur Welt. Im August 2013 heiratete das Paar. Im August 2018 brachte sie einen weiteren Sohn zur Welt.
Ende 2012 gab sie bekannt, dass sie zusammen mit ihrer Partnerin Anja Edin ein Buch schreiben wird.